# Mexico op de Olympische Zomerspelen 1928
Mexico nam deel aan de Olympische Zomerspelen 1928 in Amsterdam, Nederland. Net als vier jaar eerder won het geen medailles.

## Deelnemers en resultaten
(m) = mannen, (v) = vrouwen 

### Atletiek
| Olympiër                                                          | Discipline               | Resultaat   | Prestatie                                                           |
| ----------------------------------------------------------------- | ------------------------ | ----------- | ------------------------------------------------------------------- |
| Francisco Costas                                                  | 100m (m)                 | series      | serie 5: 4de                                                        |
| Mario Gómez                                                       | 100m (m)                 | series      | serie 3: 4de                                                        |
| Jesús Moraila                                                     | 100m (m)                 | series      | serie 2: 3de                                                        |
| Francisco Costas                                                  | 200m (m)                 | series      | serie 8: 6de                                                        |
| Mario Gómez                                                       | 200m (m)                 | 9e          | serie 5: 2de in 22,5 kwartfinale 5: 2de halve finale 1: 5de in 22,3 |
| Alfonso García                                                    | 400m (m)                 | series      | serie 15: 4de                                                       |
| José Lucílo Iturbe                                                | 400m (m)                 | kwartfinale | serie 10: 2de kwartfinale 4: 5de                                    |
| Jesús Moraila                                                     | 400m (m)                 | kwartfinale | serie 9: 1ste in 1.00,0 kwartfinale 2: 5de                          |
| Víctor Villaseñor                                                 | 400m (m)                 | series      | serie 1: 5de                                                        |
| Alfonso García                                                    | 800m (m)                 | series      | serie 3: 5de                                                        |
| José Lucílo Iturbe                                                | 800m (m)                 | series      | serie 8: 5de                                                        |
| Ciro Chapa                                                        | 1500m (m)                | DNS         | serie 5: niet gestart                                               |
| Ciro Chapa                                                        | 5000m (m)                | DNF         | serie 1: niet gefinisht                                             |
| Alfonso García José Lucílo Iturbe Jesús Moraila Víctor Villaseñor | 4x400m (m)               | series      | serie 3: 3de                                                        |
| Aurelio Terrazas                                                  | marathon (m)             | 32e         | 2:52.22                                                             |
| José Torres                                                       | marathon (m)             | 35e         | 2:54.00                                                             |
| Alfonso de Gortari                                                | verspringen (m)          | 16e         | kwalificatie: 16de met 6,97m                                        |
| Francisco Costas                                                  | hoogspringen (m)         | DNS         | kwalificatie: niet gestart                                          |
| Alfonso de Gortari                                                | polsstokhoogspringen (m) | DNS         | kwalificatie: niet gestart                                          |
| Jesús Aguirre                                                     | kogelstoten (m)          | 22e         | kwalificatie: 22ste met 11,33m                                      |
| Jesús Aguirre                                                     | discuswerpen (m)         | 33e         | kwalificatie: 33ste met 33,21m                                      |
| Alfonso de Gortari                                                | discuswerpen (m)         | DNS         | kwalificatie: niet gestart                                          |
| Jesús Aguirre                                                     | hamerslingeren (m)       | DNS         | kwalificatie: niet gestart                                          |

### Boksen
| Olympiër        | Discipline  | Resultaat | Prestatie |
| --------------- | ----------- | --------- | --- |
| Alfredo Gaona   | -50,8kg (m) | 5e        | 1ste ronde: W van LUX Kieffer: punten 2de ronde: W van GRE Felix: punten kwartfinale: V van ITA Covagnioli: punten |
| Fidel Ortiz     | -53,5kg (m) | 9e        | 1ste ronde: vrij 2de ronde: V van ITA Tamagnini: punten                                                            |
| Raúl Talán      | -57,2kg (m) | 9e        | 1ste ronde: vrij 2de ronde: V van FIN Väkevä: punten                                                               |
| Carlos Orellana | -61,2kg (m) | 9e        | 1ste ronde: vrij 2de ronde: V van RSA Bissett: punten                                                              |

### Schermen
| Olympiër       | Discipline | Resultaat | Prestatie                                                                           |
| -------------- | ---------- | --------- | ----------------------------------------------------------------------------------- |
| Luis Hernández | degen (m)  | 41e       | 1ste ronde groep A: 7de met 3 overwinningen                                         |
| Pedro Mercado  | degen (m)  | 32e       | 1ste ronde groep F: 5de met 3 overwinningen kwartfinale C: 12de met 2 overwinningen |

### Schoonspringen
| Olympiër          | Discipline   | Resultaat | Prestatie                    |
| ----------------- | ------------ | --------- | ---------------------------- |
| Federico Mariscal | 3m plank (m) | 6e        | voorronde: 6de met 31 punten |

### Voetbal
| Olympiër | Discipline | Resultaat | Prestatie                                     |
| --- | ---------- | --------- | --------------------------------------------- |
| Agustín Ojeda Benito Contreras Carlos Garcés Ernesto Sota Juan Carreño Juan Terrazas Luis Cerrilla Nieves Hernández Óscar Bonfiglio Pedro Suinaga Rafael Garza Gutiérrez | mannen     | 9e        | voorronde: vrij 1ste ronde: V van Spanje: 1-7 |

Argentinië · Australië · België · Brits-Indië · Bulgarije · Canada · Chili · Cuba · Denemarken · Duitsland · Egypte · Estland · Filipijnen · Finland · Frankrijk · Griekenland · Groot-Brittannië · Haïti · Hongarije · Ierland · Italië · Japan · Joegoslavië · Letland · Litouwen · Luxemburg · Malta · Mexico · Monaco · Nederland · Nieuw-Zeeland · Noorwegen · Oostenrijk · Panama · Polen · Portugal · Roemenië · Spanje · Tsjecho-Slowakije · Turkije · Uruguay · Verenigde Staten · Zuid-Afrika · Zuid-Rhodesië · Zweden · Zwitserland